# Bike Friday

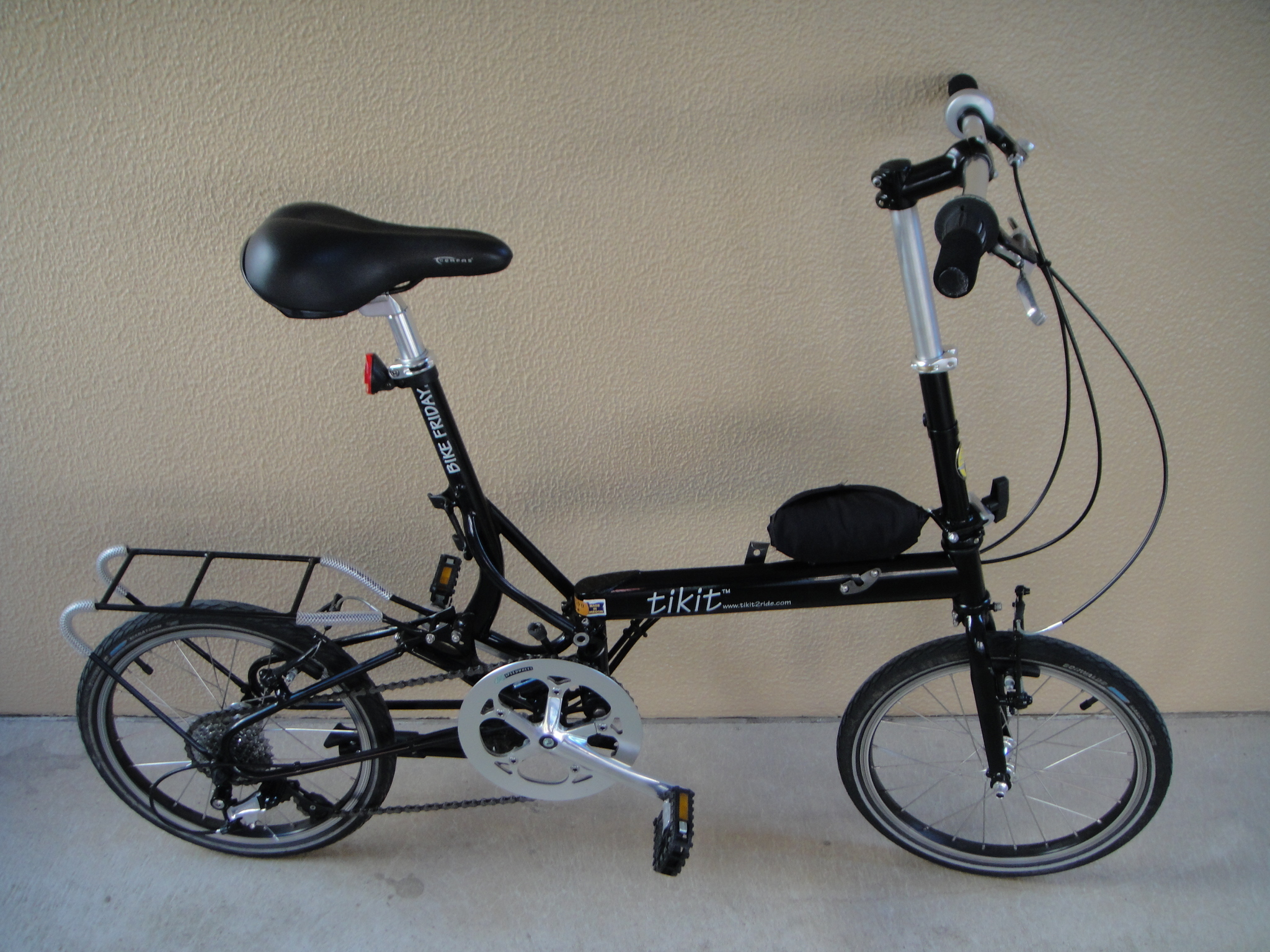
Bike Friday Tikit

Bike Friday ist ein Produktname des Fahrradherstellers Green Gear (ansässig in Eugene, Oregon). Bezeichnet werden damit faltbare Reiseräder, Rennräder und Tandems.
Bike Friday ist unter Radreisenden bekannt als sehr gut zu transportierendes Reiserad, da es sich bei Bedarf schnell falten lässt oder zerlegt in einen handelsüblichen Samsonite-Koffer passt (welcher ansonsten auch als Fahrradanhänger verwendet werden kann) und sich doch fährt wie ein 26/28"-Reiserad. Dies trifft auch auf die Bike Friday-Tandems zu.
Die Produktpalette umfasst faltbare Mountainbikes, Rennräder, ein Liegerad und sogar ein Tandem, das zu einem Einzelrad umgesteckt werden kann. Die meisten Modelle werden maßgeschneidert nach der Körpergröße des Kunden angefertigt, was für Faltradhersteller ungewöhnlich ist. Was deren Fahreigenschaften betrifft, so sind die Räder auch anspruchsvollen Strecken wie Paris-Brest-Paris, Tour-de-France-Etappen und einer nordamerikanischen coast-to-coast-Tour laut Herstellerangaben gewachsen.
Gründer und Besitzer der Firma sind die Brüder Hanz und Alan Scholz, die sich bereits mit der Gründung von Burley Design (Kinderanhänger, Tandems und Liegeräder) in den 1970er Jahren einen Namen machten.